# Gelis pennsylvanicus
Gelis pennsylvanicus là một loài tò vò trong họ Ichneumonidae.